# 驀然回首 (電影)
《驀然回首》（ Rukku Bakku）是一部2024年上映的日本動畫青春劇情電影，改編自藤本樹的同名網路漫畫。電影由押山清高執導，兼任劇本和角色設計，Studio Durian製作。河合優實和吉田美月喜主演，分別飾演熱愛繪畫的兩位少女——外向的藤野和隱居家中的京本。京本卓越的藝術才能激發了藤野的競爭心，兩人逐漸建立合作關係。
《驀然回首》於2024年6月在法國安錫國際動畫影展首映，並由Avex Pictures於同年6月28日在日本院線上映。

## 劇情大綱
擅長創作四格漫畫的藤野，意外得知長期「家裡蹲」拒絕上學的京本與她在校刊上連載四格漫畫。在藤野眼中，京本的畫功遠遠優異於她，在自尊心作祟下，將其轉化成自己成長的動力，一路精進畫功到小學六年級，不料還是自認無法超越京本，導致放棄作畫。畢業前夕，藤野在老師的請託下，被交付轉交畢業證書給京本，兩個性格相反的少女也在此時相會。

## 配音員
藤野步：河合優實
京本：吉田美月喜

### 其他
- 班主任：齊藤陽一郎（日语：斉藤陽一郎）
- 男子：岡幸大
- 藤野的姊姊：牧紅葉
- 編輯：吉橋航也
- 主持人：宮島岳史
- 播音員：高橋大輔（日语：高橋大輔 (声優)）
- 老師：伊東潤（日语：伊東潤）
- 朋友的母親：竹內芳織
- 奶奶：平まする
- 同學：遠藤璃菜、宮岸泰成、高浪實裡、德留慎乃佑、正垣那那花、島陽大、提咲良
- 實況播音員：伊奈聖嵐
- 四格漫畫的男性：森川智之
- 四格漫畫的女性：坂本真绫

## 製作
2024年2月，宣布將《驀然回首》改編為動畫電影。並預定於2024年6月28日上映。同年3月，河合優實與吉田瑞貴確定擔任配音，分別飾演藤野與京本。電影配樂由中村遙製作，主題曲《Light Song》由中村作曲、Urara演唱。

### 製作人員
- 原作：藤本樹《驀然回首》（集英社少年Jump+）
- 導演、編劇、角色設計：押山清高
- 音樂：中村遥（haruka nakamura）
- 主題曲：urara〈Light song〉
- 美術監督：さめしまきよし
- 美術監督補佐：針﨑義士、大森崇
- 色彩設計：楠本麻耶
- 攝影監督：出水田和人
- 剪輯：廣瀨清志
- 音響監督：木村繪理子
- 發行：愛貝克思影業
- 動畫制作：Studio Durian
- 製作：《驀然回首》製作委員會（愛貝克思影業、集英社、亞馬遜米高梅工作室）

## 發行
電影於2024年6月9日至15日在法國安錫國際動畫影展「Annecy Presents」非競賽單元首映。同年6月28日，Avex Pictures在日本119家影院上映，並於7月5日新增11家影院擴展放映。7月14日，《驀然回首》在紐約「Japan Cuts：新日本電影節」活動中放映，提供日語原聲附英文字幕。
GKIDS取得該電影在北美的發行權，10月4日於北美院線首映。東南亞由Encore Films代理發行，並於11月7日透過Amazon Prime Video全球上線，提供日語原聲版（附英文字幕）及英語配音版。

## 票房表現
電影版發行後在日本獲得不俗的口碑，海外市場收入1070萬美元，全球總票房1270萬美元。上映首周末在日本票房突破2.27億日元（約147萬美元），上映18天後累計票房達10.17億日元（約641萬美元）。
截至2024年7月7日，本片在日本電影網站「Filmarks」獲得平均大眾評分4.4/5，另一日本電影網站「映画·com」的大眾評分則是4.4/5。截至同年8月18日，發行商公佈觀影人數逾100萬人次，票房紀錄達至17.3億日元。香港及澳門亦於同年8月29日公映，截至首週末錄得逾5900觀影人次，票房紀錄達至130萬港元。该片于同年10月26日上映中国内地。其中在北美和中國内地上映时，于正片结束后增加了约20分钟的导演以及主要配音演员的幕后访谈。
| 上一届： 《麵包超人：細菌人與繪本的露露》 | 2024年日本週末票房冠軍 第27週 | 下一届： 《天国王朝：大将军的归来》 |

## 評價
在评论汇总网站爛番茄上，基於25篇評論取得100%新鮮度，平均評分8.7/10。Metacritic基於6篇評論的加權平均分為90分（滿分100），顯示「普遍讚譽」。
IndieWire影評人大衛·埃利希（David Ehrlich）給予「B+」評分，讚揚角色設計和情感深度，稱電影「以記憶的輕盈與流星般的光輝展現創作歷程」。《每日电讯报》的羅比·科林（Robbie Collin）給予滿分5星，稱其「視覺效果狂放而內斂，情節平易近人卻哲學意涵深刻」，並形容影片「如俳句般純粹」。

### 榮譽
| 獎項           | 日期          | 類別                 | 提名         | 結果 | 參考   |
| -------------- | ------------- | -------------------- | ------------ | ---- | ------ |
| 報知電影獎     | 2024年12月    | 動畫作品賞           | 《驀然回首》 | 獲獎 | [ 27 ] |
| 安妮獎         | 2025年2月8日  | 最佳獨立動畫長片     | 《驀然回首》 | 提名 | [ 28 ] |
| 日本電影學院獎 | 2025年3月14日 | 最佳動畫片獎         | 《驀然回首》 | 獲獎 |        |
| 東京動畫獎     | 2025年3月     | 年度動畫劇場電影部門 | 《驀然回首》 | 獲獎 |        |

## 外部連結
- 官方网站 （日語）
- 互联网电影数据库（IMDb）上《驀然回首》的资料（英文）
- Box Office Mojo上《驀然回首》的资料（英文）
- Metacritic上《驀然回首》的資料（英文）
- 爛番茄上《驀然回首》的資料（英文）
- AllMovie上《驀然回首》的资料（英文）
- 開眼電影網上《驀然回首》的資料（繁體中文）
- 豆瓣电影上《驀然回首》的資料 （简体中文）
- 时光网上《驀然回首》的資料（简体中文）